# Дядюшка Бунми, который помнит свои прошлые жизни
«Дядюшка Бунми, который помнит свои прошлые жизни» (тайск. ลุงบุญมีระลึกชาติ — Лунг Бунми ралык чат; международное английское название — Uncle Boonmee Who Can Recall His Past Lives; в русскоязычной прессе встречаются другие варианты перевода названия) — кинофильм тайского режиссёра Апичатпонга Вирасетакула. Премьера состоялась на Каннском фестивале 2010 года, где картина была удостоена «Золотой пальмовой ветви». Это первый в истории тайский фильм, отмеченный главной наградой Канн. В России премьера — 28 апреля 2011 года.

## Сюжет
В центре сюжета — заглавный персонаж, Бунми, который доживает последние дни своей жизни, умирая от болезни почек. Он ужинает вместе со своей семьёй, и по ходу развития действия к нему присоединяются призрак его жены и сын, некогда исчезнувший и теперь вернувшийся в нечеловеческом облике. Бунми размышляет о причинах своей болезни, которые связаны с его плохой кармой. В конце фильма Бунми находит пещеру, где он родился в первый раз — там он хочет завершить свою нынешнюю жизнь.
По ходу сюжета происходят разнообразные мистические события, отражающие тайскую мифологию.

## История создания
При написании сценария автор фильма Апичатпонг Вирасетакул опирался на историю реального человека по имени Бунми, который некогда жил в родном городе режиссёра. Он утверждал, что во время медитаций мог вспомнить свои предыдущие жизни. Настоятель местного монастыря Пхра Срипарияттевети, впечатлённый рассказами Бунми, написал и опубликовал в 1983 году книгу «Человек, который мог вспомнить свои предыдущие жизни». Вирасетакул взял за основу лишь саму концепцию и сочинил собственный сюжет на её основе, сохранив имя главного героя. Другим источником вдохновения для режиссёра и сценариста послужили старые тайские телепередачи и комиксы с простыми сюжетами и сверхъестественными элементами.
Фильм был снят в тайско-британско-французско-германском сотрудничестве при поддержке Министерства культуры Таиланда. Съёмки проходили зимой 2009—2010 года, фильм снят на 16-миллиметровую плёнку, что связано с ограниченностью бюджетных средств и с желанием режиссёра стилизовать ленту под классические тайские фильмы.

## Отзывы критиков
После показа на Каннском фестивале фильм собрал положительные отзывы международной прессы; отмечалось, что он заметно выделяется среди остальных лент, составивших весьма слабый для Канн конкурс. Сухдев Санду («The Daily Telegraph») писал, что «Дядюшка Бунми…» — это даже не фильм, а целый изменчивый мир, некоторые элементы которого так и остаются для зрителя смутными и неуловимыми — что только добавляет фильму привлекательности. Вирасетакулу, по словам Санду, удаётся передать потустороннюю сущность места, где происходит действие, не прибегая к связанным с Востоком штампам и общим местам. Джонатан Розенбаум увидел «редкостное достоинство» этого фильма в том, что он доверяет зрителю самостоятельно выбрать любые объяснения происходящего на экране, а это возможно благодаря опоре режиссёра на магический реализм. Российский критик Андрей Плахов («Коммерсантъ») назвал фильм «ни на что не похожей» сказкой от главного открытия мировой режиссуры нулевых годов. «Безупречный фестиваль собрал безупречное жюри, которое выбрало победителем безупречный фильм. Это могло бы сойти за сказку, если бы не было правдой», — так оценил выбор каннского жюри кинообозреватель Financial Times.
В итоговом рейтинге фильмов 2010 года, составленном специализированным журналом «Кайе-дю-синема», тайский фильм с большим отрывом занял первое место. В рейтинге британского издания Sight & Sound каннского лауреата потеснила на второе место голливудская картина «Социальная сеть».

## Награды и номинации
- 2010 — приз «Золотая пальмовая ветвь» Каннского кинофестиваля (Апичатпонг Верасетакул).
- 2011 — премия Asian Film Awards за лучший фильм.
- 2011 — премия Таиландской национальной ассоциации кино за лучший звук, а также номинации за лучшую операторскую работу (Сайомбу Мукдеепром) и лучшую женскую роль второго плана (Дженджира Понгпас).
- 2011 — номинация на премию «Независимый дух» за лучший зарубежный фильм.